# 慶安 (道光六年進士)
慶安（1787—1834年），杭阿坦氏，字逸齋，號邇人，蒙古镶白旗人，清朝政治人物。

## 生平
道光元年（1821年）辛巳恩科舉人，道光六年（1826年）丙戌科進士，欽點即用知縣，抽籤分至河南，加同知銜，道光十一年（1831年）題補南陽府唐縣知縣，署開封府理事同知，誥授奉政大夫，晉封中憲大夫。

## 家世
- 父 伍永额，字清泉，誥封中憲大夫，晉封資政大夫。
- 母 巴哩克氏，誥封恭人，晉封夫人。
- 妻 敖漢氏，誥封宜人，晉封恭人。
- 三胞弟 庆云，道光十八年(1838年)戊戌科进士，累官至江西盐法道，兼巡瑞袁临兵备道[4]。
- 子 國英，字子雋，廩膳生出身，欽加同知銜四川資州仁壽縣知縣，歷署德陽、榮縣知縣。
- 长孙 承霖，字笠農，監提舉銜四川補用通判，歷署成都府、潼川府通判。誥授奉直大夫。
- 二孙 承勳，字鼎銘，號仲放，一號賛臣。同治十二年（1873年）癸酉科舉人、光绪十八年（1892年）壬辰科進士，籤分廣東即補知縣，署肇慶府開平縣知縣。
- 三孙 承業，字紹先，賞戴藍翎廣西省補用同知。誥授奉政大夫。